# Federico Van Lacke
Federico Martín Van Lacke Falco (Santa Fe, 26 giugno 1980) è un ex cestista argentino con cittadinanza spagnola.